# 뚜옌꽝 포위전
뚜옌꽝 포위전(Siege of Tuyên Quang, 1884년 11월 24일 ~ 1885년 3월 3일)은 청불 전쟁이 발발했을 때 베트남 북부 통킹에서 프랑스와 청나라 군대 사이의 발발한 중요한 대결이었다. 프랑스 외인부대의 2개 중대를 포함하여 630명의 프랑스 수비대가 1884년 11월 24일부터 1885년 3월 3일까지 4개월의 공성전에서 수적으로 훨씬 많은 청나라군에 대항하여 뚜옌꽝의 프랑스 요새를 성공적으로 방어했다. 1885년 뚜옌꽝 전투는 외인부대의 가장 자랑스러운 전투 중 하나로 남았다.

## 배경

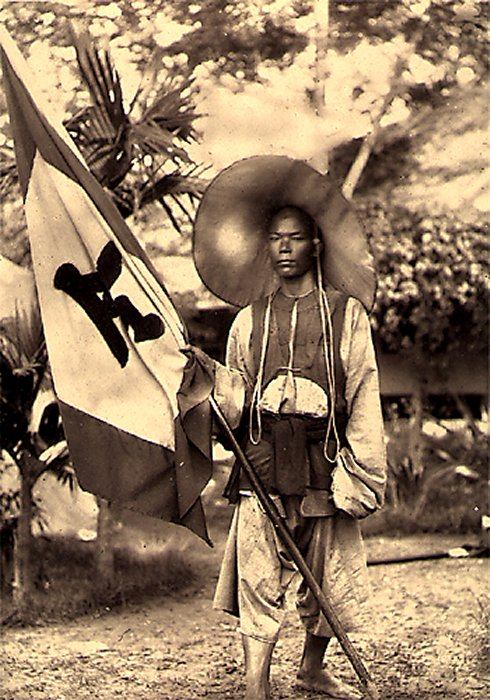
흑기군

프랑스군은 흥호아와 타이응우옌을 점령하면서 1884년 6월 뚜옌꽝에 초소를 설치했다. 로강을 따라 고립된 거주지인 뚜옌꽝은 통킹에서 가장 서쪽에 위치한 프랑스 전초 기지였으며, 푸도안에서 가장 가까운 프랑스 기지에서도 80km나 떨어져 있었다. 1884년 여름과 가을에는 대대장 프루지(Frauger) 휘하의 제1대 2개 중대와 외인부대 1연대(슈미틀랑 대위와 브루시에 대위)가 주둔했다. 1884년 8월 23일, 청불 전쟁이 발발하자 당경숭의 운남군과 유영복의 흑기군의 공격에 그 초소를 노출시켰다. 보급의 어려움으로 인해 뚜옌꽝 주변의 청나라군의 집결이 지연되었지만, 1884년 10월, 운남군의 선봉대가 그 초소들을 괴롭히기 시작했으며 프루지의 수비대는 수많은 성가신 청나라군 공격과 싸워야 했다. 말라리아는 또한 프루지의 병력에 엄청난 사망자를 내게 했고, 10월 말경에는 총 550명의 주둔군 중 170명이 복무에 부적합했다.
1884년 11월, 통킹 원정군의 사령관 루이 브리에르 드 리즐 장군은 흥호아, 타이응우옌과 뚜옌꽝을 재보급하고, 증원하기 위한 조치를 취했다. 11월 19일, 자끄 듀센(Jacques Duchesne) 중령의 지휘 하에 있는 뚜옌꽝을 도모하기 위한 부대가 흑기군에 의해 유옥 협곡에서 습격당했지만, 궁지에 몰린 초소로 돌파해 갈 수 있었다. 프루지(Frauger)와 그의 부하들은 안도했고, 대대장 마크 에드몽 도미네(Marc-Edmond Dominé)의 지휘 아래 제2 아프리카 경보병 대대의 400명의 군단병과 160명의 통킹 소총병의 새로운 수비대로 교체되었다. 듀센은 11월 23일 뚜옌꽝을 떠났고, 다음날 도미네는 정식으로 뚜옌꽝을 포위되었다고 말했다. 뚜옌꽝의 포위는 4개월 이상 지속될 것이었다.

## 교전 상대

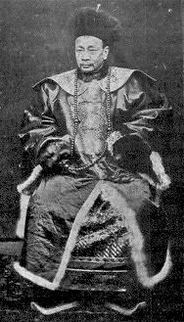
당경숭 (1841–1903), 뚜옌꽝을 포위한 청나라 광서군 지휘관

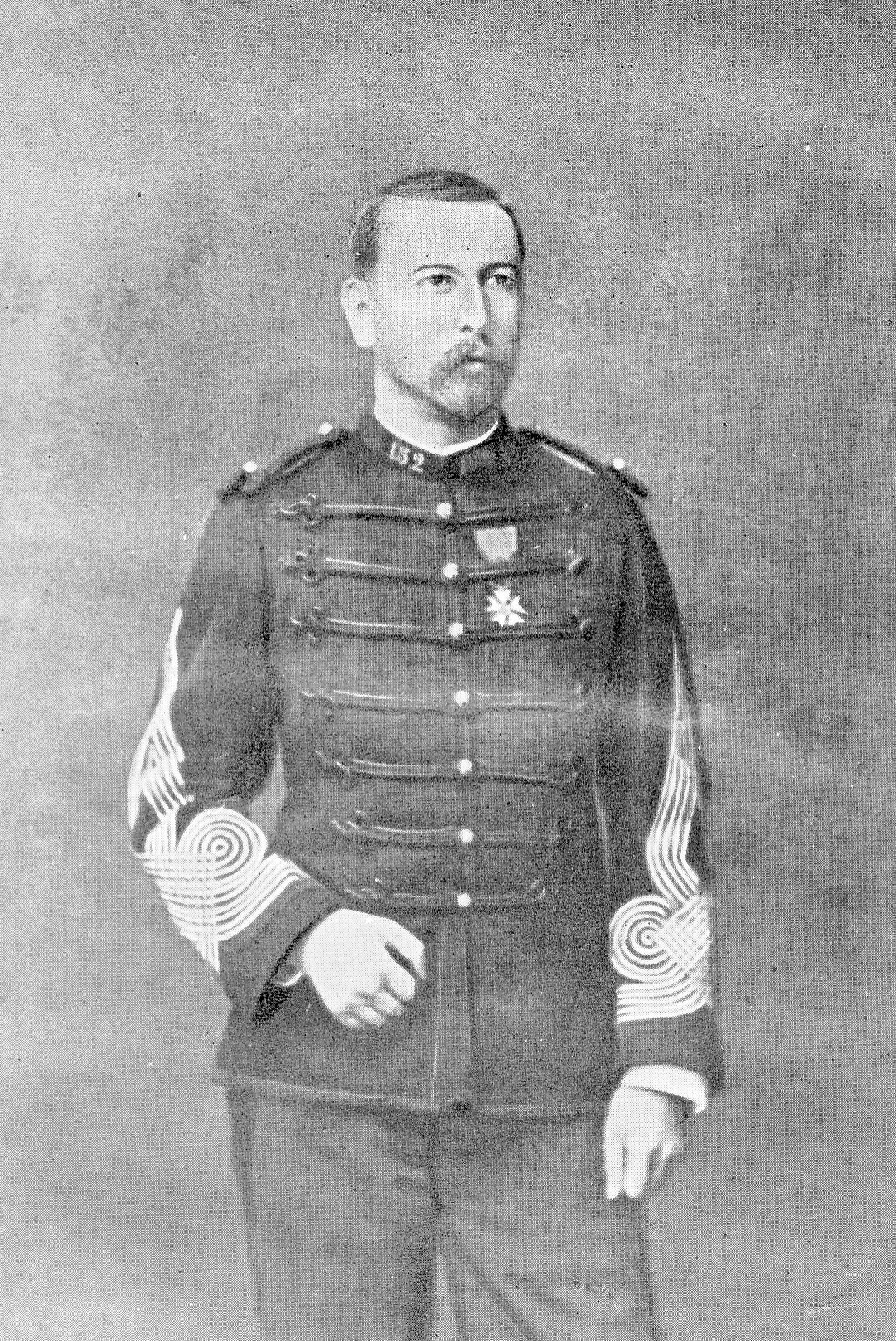
대대장 마르 에드몽 도미네 (1848–1920), 뚜옌꽝 요새 지휘관

630명 미만의 뚜옌꽝의 새로운 수비대는 통킹 소총병 중대의 휘하에 있던 까틀렁(Cattelin) 대위의 지휘하에 1대대 외인부대 1연대(드 보렐리 대위와 무리네 대위)의 2개 중대로 구성되었다. 프랑스군 해병대 보병 지휘관 디아(Dia) 대위는 6문의 급조한 경대포(드라프 중위)와 소규모 공병대와 야전병원 분견대로 구성되어 있었다. 요새는 프랑스군 기지에 가까운 로강에 정박해 있는 파시형 포함 미트라예즈(세느 함장)의 지원을 받았다.
뚜옌꽝을 포위한 청나라군은 당경숭으로부터 총괄적인 지휘를 받았다. 청나라군 병력은 운남군 9000명과 3000명의 병력으로 구성된 유영복의 흑기군으로 구성되어 있었다. 운남군은 다시 2개의 사단으로 나뉘어 당경숭 휘하의 정괴(丁槐)와 허시울린(何秀林)이 각각 지휘했다.

## 뚜옌꽝 요새

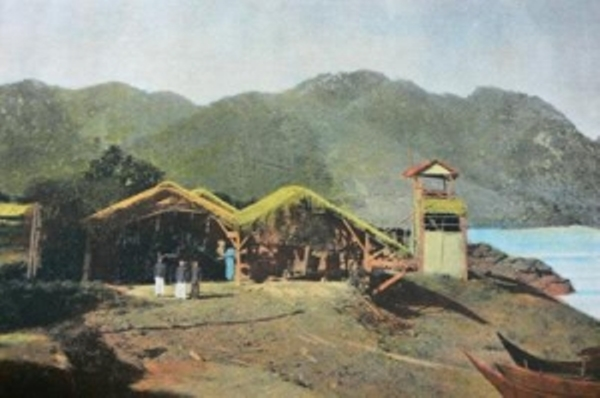
19세기 뚜옌꽝 요새

뚜옌꽝에 자리잡은 프랑스 요새는 프랑스 식민지 제국의 작고, 먼 전초기지의 전형적인 모습이었다. 뚜옌꽝의 베트남 마을 옆을 흐르는 로강의 서안에 자리를 잡고 있고, 각 벽이 300야드나 되는 네모난 석조 요새를 이루고 있었다. 성곽 주변에는 여러 개의 막사 건물과 호수, 그리고 설탕 덩어리 모양의 커다란 토루가 있었다. 자연적으로 형성된 것처럼 보이는 이 언덕은 베트남 성채에서 전통적으로 발견되는 탑 모양으로 뚜옌꽝에 자리잡았다.
성채는 청나라군이 차지하고 있는 숲이 우거진 여러 언덕을 내려다 보고 있었다. 청나라 저격수들이 이 언덕을 이용해 성으로 저격하는 것을 막기 위해 도미네가 할 수 있는 일은 거의 없었다. 그러나 그는 적어도 석보를 세워 청나라군과 주요 경계선 사이의 거리를 유지하여 주적들의 공격을 지연시킬 수는 있었다. 이에 따라 그는 성채 남쪽 300m 언덕에 통나무 방색(blockhouse)을 만들고, 그곳에 강력한 외인부대원을 주둔시켰다. 그는 또한 뚜옌꽝 남동부에 별도의 방어선을 구축하고, 디아 대위와 그의 중대인인 통킹 소총병이 점령하게 했다. 강둑의 요새화된 탑을 중심으로 한 이 기지는 ‘리틀 지브롤터’라고 명명되었다. 이들 진지는 필요하다면 철수할 수도 있고, 그들이 점령하고 있는 한 청나라군이 요새 자체에 가할 수 있는 압력을 대폭 줄일 수 있을 것이다.

## 포위

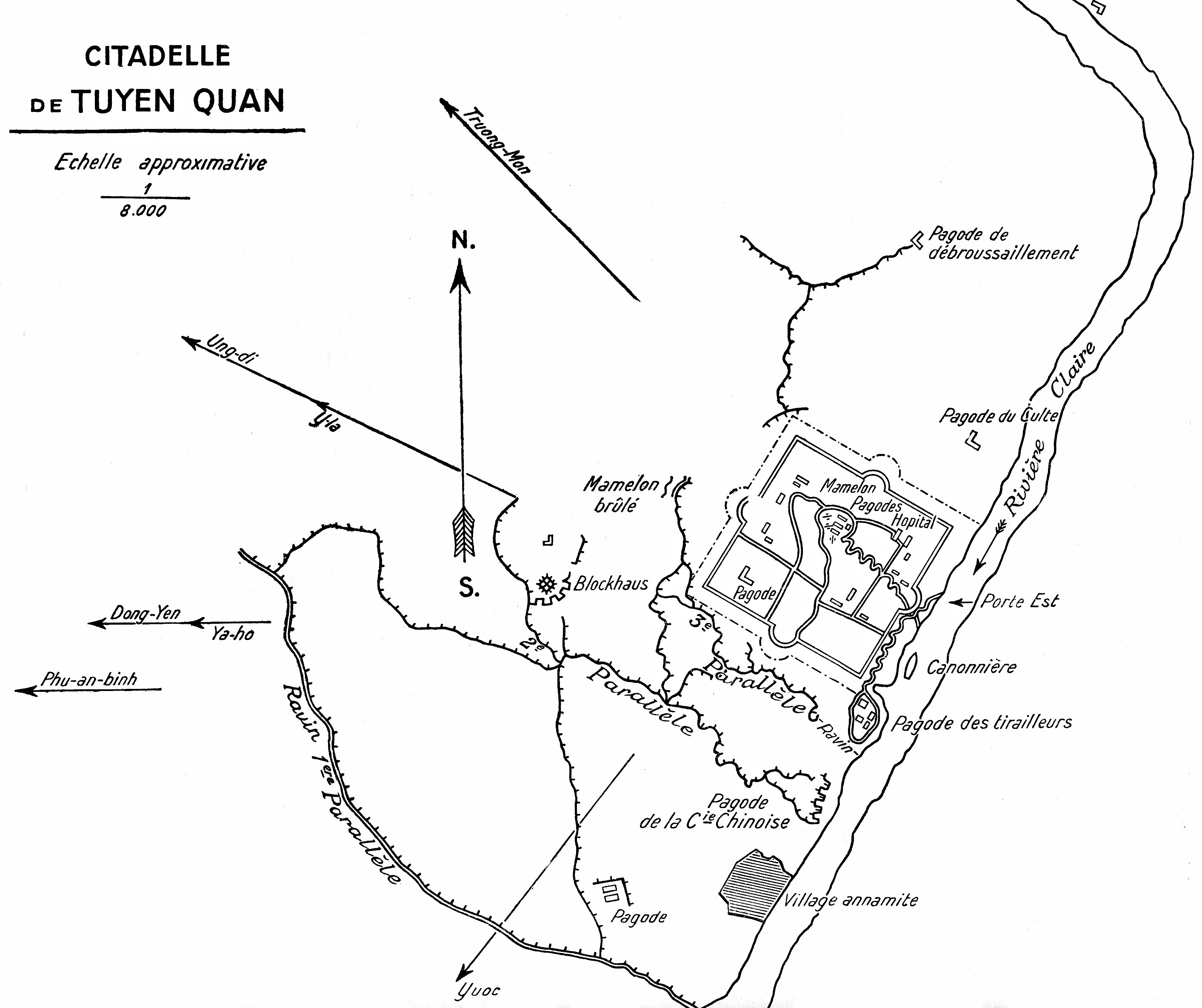
뚜옌꽝 포위 지도

1884년 11월, 운남군은 라오까이에서 뚜옌꽝 쪽으로 홍강을 점진적으로 내려갔다. 전진을 해 내려가며 포엔(Pho En), 만라인(Man Lanh), 아오록(Ao Loc), 반끼엥(Van Kieng), 손롱(Son Long)에 일련의 정착촌을 건설했다. 12월에 청나라군은 타인꽌(Thanh Quan), 깔라인(Ca Lanh), 푸안빈(Phu An Binh)을 포위하기 위해 3개의 거대한 요새를 세웠다. 이 기간 동안 뚜옌꽌 주변의 유일한 적군은 유영복의 흑기군(3,000명)과 당경숭의 개인적인 휘하의 운남군의 전위대(2,000명)뿐이었다. 프랑스군 기지에 대한 청나라군의 포위는 12월 하반기에야 영향이 나타나기 시작했다. 1885년 1월 초 청나라군은 뚜옌꽝에서 프랑스군을 대적하는 4,000명의 병력을 가지고 있었고, 라오까이로 이어지는 길고, 취약한 보급로를 보호하는 5,000명의 병력, 그리고 뚜옌꽝과 푸도언 사이에 3,000명의 병력을 배치해 두고 있었다. 그들 3천 병력은 호아목에서 강력한 방어 진지를 구축하느라 바쁘게 움직이고 있었다. 포위군들은 요새 서쪽으로는 푸안빈(Phu An Binh), 동옌(Dong Yen), 야호(Ya Ho), 북서쪽으로는 옐라(Yla), 웅디(Ung Di), 쯔엉무(Truong Mu)의 마을을 점령하면서 점차 뚜옌꽝의 프랑스군 초소 주위로 점점 전열을 접근시키고 있었다.

## 포위 공격

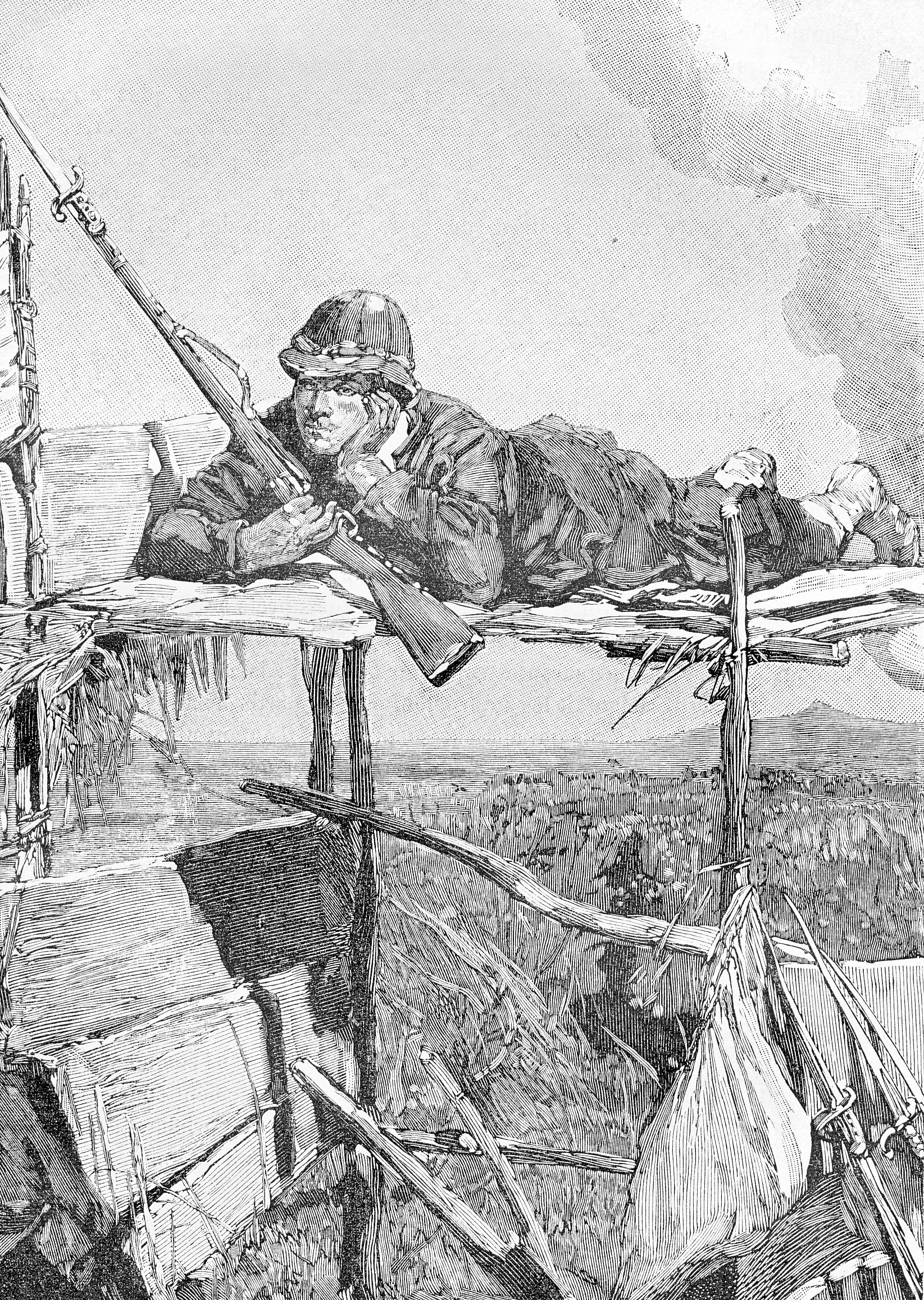
뚜옌꽝에서 외인부대 저격병

1884년 12월 31일, 청나라는 초기 공격을 시작했으며, 이 공격에서는 손실만 입고 물러났다. 그들은 1885년 1월 10일과 1월 26일에 다시 공격했지만, 성공은 하지 못했다. 그러나 동시에 남서쪽과 북쪽의 성곽에 동시에 접근하기 위해 1,000명 이상의 병력을 투입하여 땅파기 작업을 하도록 전환했다. 1월 27일, 그들의 참호는 프랑스 성벽에서 1천 m 이내에 들어와 있었고, 그들은 요새로 향하기 시작했다. 성채와의 통신이 위협받자 1월 30일에 통나무 방색을 포기해야 했다. 도미네가 가지고 있던 대포는 적 참호에 심각한 피해를 입히기에는 구경이 너무 작았다.
청나라군은 버려진 프랑스군 요새를 4문의 대포로 강화된 기지로 전환하고, 프랑스군의 포위를 더 가까이 둘러쌌다. 그때부터 거의 매일 프랑스군 진지에 대한 공격이 진행되었으며, 수비병들은 거의 모든 측면에서 대포, 박격포와 소총 사격을 거의 연속적으로 받았다. 도미에는 25명의 정예 외인부대 사수들을 요새의 감시대에 배치하고, 청나라군 포위 작전의 진전을 방해하기 땅을 파기 위해 접근하는 청나라군에게 발포하라는 명령을 내렸다. 외인부대 저격수들은 보통 하루에 9명 내지 10명의 희생자를 내게 했으며, 포위망이 끝날 무렵에는 700명 이상의 적병을 처리한 것으로 추정했다. 도미네는 때때로 포병을 운용했고, 포함 미트라예즈(Mitrailleuse)는 호치키스포 포격으로 로강의 청나라 초소를 괴롭혔다. 청나라는 프랑스 기지 주변의 언덕 기지에 저격수를 배치하여 대응했다. 그들은 목표물을 제대로 맞히지는 못했지만, 요새 내부에서 움직임을 엄중히 제한할 수 있도록 다발적인 사격을 했다.

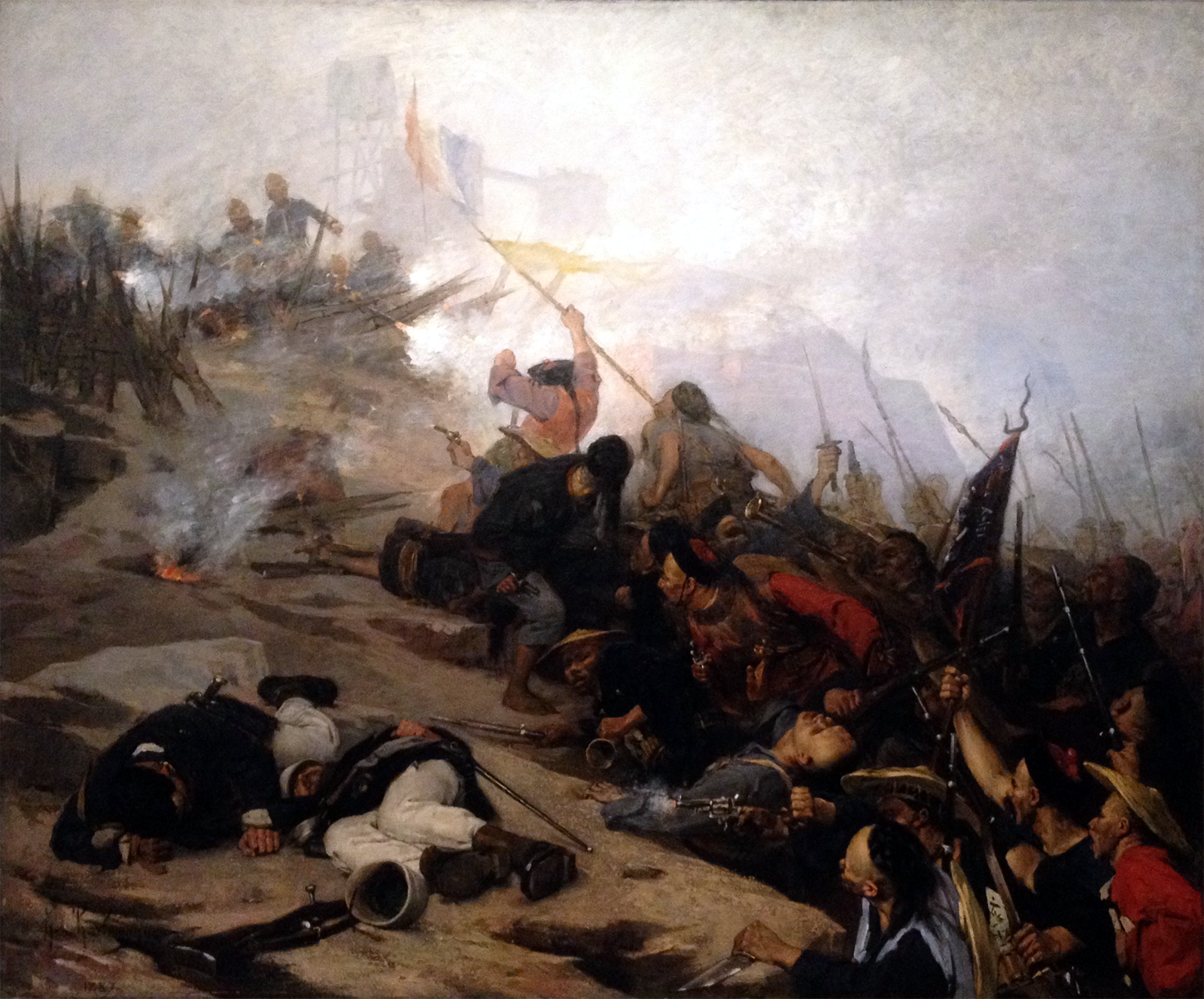
청나라군 4차 공격을 당한 뚜옌꽝 주변, 1885년 2월 22일

포위전술로 프랑스군을 외진 블록하우스에서 몰아내는데 성공했기 때문에, 청나라군은 프랑스군 주변 벽을 향해 끈질기게 발을 들여놓았다. 청나라군이 성벽을 파내, 방어 경계를 무너뜨릴 수 있다면, 열린 틈을 통해 프랑스군을 공격함으로써 수적 우위를 가져올 수 있다. 청나라군의 의도는 분명했다. 프랑스군 공병대 상사 쥘 보비요는 그들을 좌절시키기 위해 최선을 다했다. 프랑스군이나 청나라군이나 모두 성벽 아래를 열심히 파헤쳤다. 2월 11일, 청나라군 작업자로부터 프랑스군을 분리한 막이 곡괭이에 맞아 끊어지자 지하에서 권총 싸움이 벌어졌다. 프랑스군은 자신들보다 낮은 곳에 있는 청나라군 대호(對壕)를 침수시키려 했지만, 헛된 노력이 되었다. 2월 12일 저녁, 첫 번째 청나라군 땅굴이 주변 벽 아래에서 폭발했다. 그러나 그 결과는 맞은편 갱도에 의해 약해졌고, 뒤이어 시도된 청나라군 공격은 큰 손실을 입고 격퇴당했다.
2월 13일에 폭발한 또 다른 갱도는 성채의 남서쪽 벽에 15m의 돌파구를 만들었다. 물리나이(Moulinay) 대위는 자신의 중대와 함께 위협적인 지점으로 달려가 적의 공격을 끊고, 청나라군을 다시 전방 참호로 밀어냈다. 프랑스 외인부대원의 시체는 폭발력에 의해 적 난간에 던져졌다. 다음날 밤 외인부대 코어퍼럴 뷸린(Corporal Beulin)은 3명의 군인으로 이루어진 일행을 데리고 무인지대로 나갔다가 그곳을 회복했다.

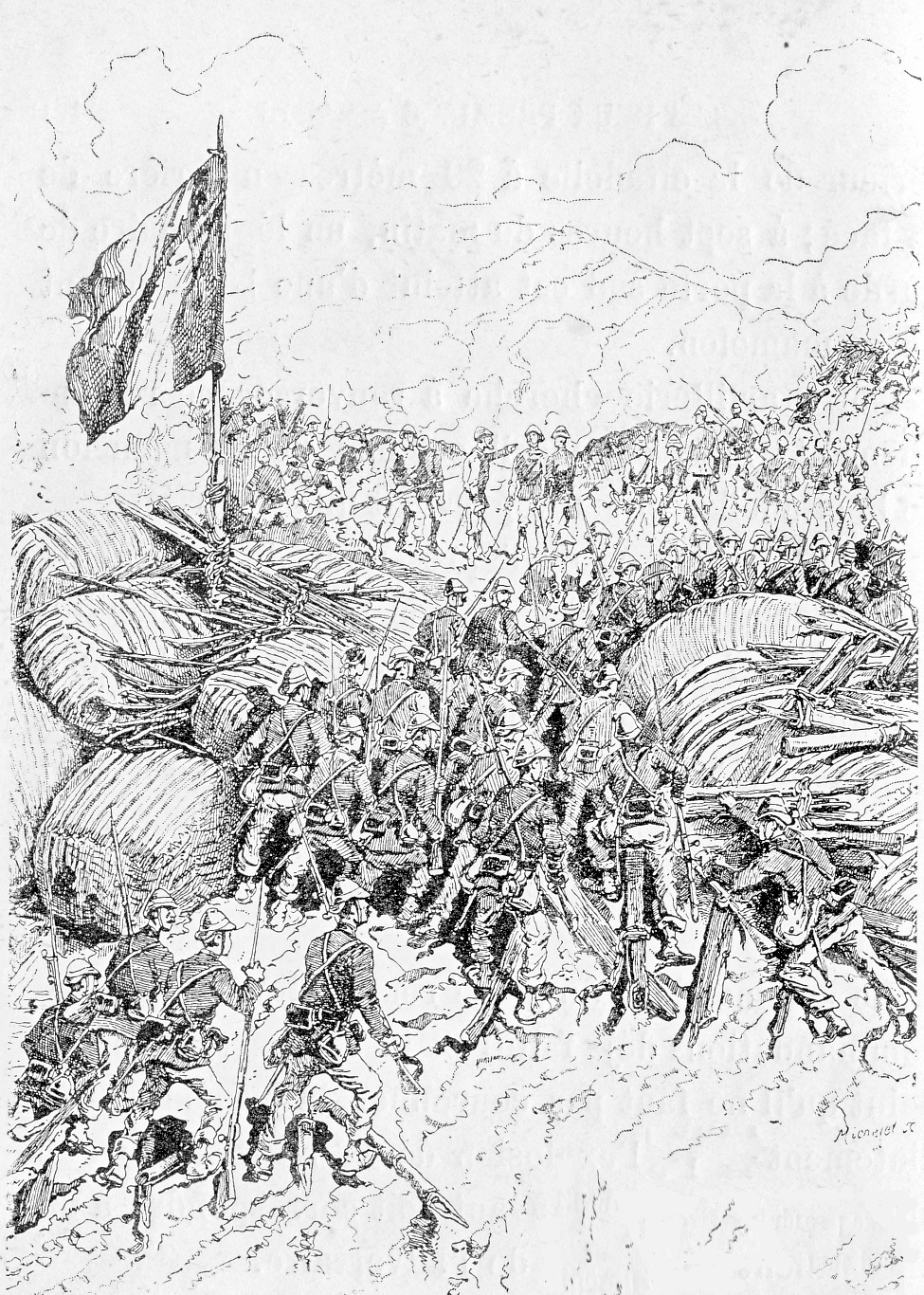
뚜옌꽝 수비대의 외인부대원들이 성벽의 틈을 메우기 위해 진격하다., 1885년 2월 22일

2월 17일, 청나라는 새로운 대포를 가져왔고, 폭격(야간에는 대포와 박격포, 낮에는 소총)이 이제 멈추지 않고 계속되었다. 대부분의 건물은 거주가 불가능해졌고, 프랑스군은 그것을 버리고 여우굴에서 살아야 했다. 그때쯤 담배 보급이 다 떨어지면서, 고된 수비병들의 신경이 훨씬 더 진정되었다. 수면은 점점 어려워졌고, 낮에는 외벽에 근무하지 않는 대부분의 프랑스군 병사들이 추가적인 내부 방어선을 구축하기 위해 땅을 파느라 바빴다. 도미네는 요새의 남동쪽 구석에 보루를 세워 놓고 있었다. 그곳은 만약 청나라군이 주변 벽을 공격해서 옮길 경우 최후의 저항을 할 곳이었다.
2월 22일 오전 7시, 청나라군은 4차 공격을 했다. 지뢰를 폭발시켜, 틈으로 수비병을 끌어내기 위해 기만 공격을 한 후, 두 번째 지뢰를 폭발시켜 12명의 외인부대원을 죽이고 20명을 더 부상 입혔다. 고위 장교 무리네 대위와 뱅상 중위 2명이 모두 폭발로 사망했다. 그런 다음 청나라군은 뚫린 틈을 지나 돌격해 왔다. 그들은 지휘관 도미네가 주도한 반격으로 밀려나왔다. 한편 청나라군은 약 60야드의 성벽을 무너뜨린 경계의 다른 갱도에서 세 번째 지뢰를 폭발시켰다. 이 폭발은 청나라군의 총공격을 알리는 신호였다. 수백 명의 청나라군들이 참호에서 쏟아져 나와 프랑스군 방어선에 있는 두 개의 갈라진 틈새를 향해 전진했다. 그러나 프랑스군은 이제 두 번째 지뢰의 충격에서 회복되었고, 비교적 쉽게 청나라군을 몰아냈다.
2월 24일, 제5차, 2월 25일에 제6차 청나라군 공격이 이어졌다. 전임자와 마찬가지로 두 차례 공격 모두 단호하게 격퇴당했다. 그러나 수비대는 진지를 함락시키려는 제6차 공격을 물리쳤지만, 이 병력의 3분의 1 이상 (50명 사망 및 224명 부상)을 상실했고, 압도적인 승률로 영웅적 방어를 유지했다. 2월 말경, 뚜옌꽝이 즉시 구원을 하지 않으면 무너지고 말 것이 명약관화했다.

## 구원

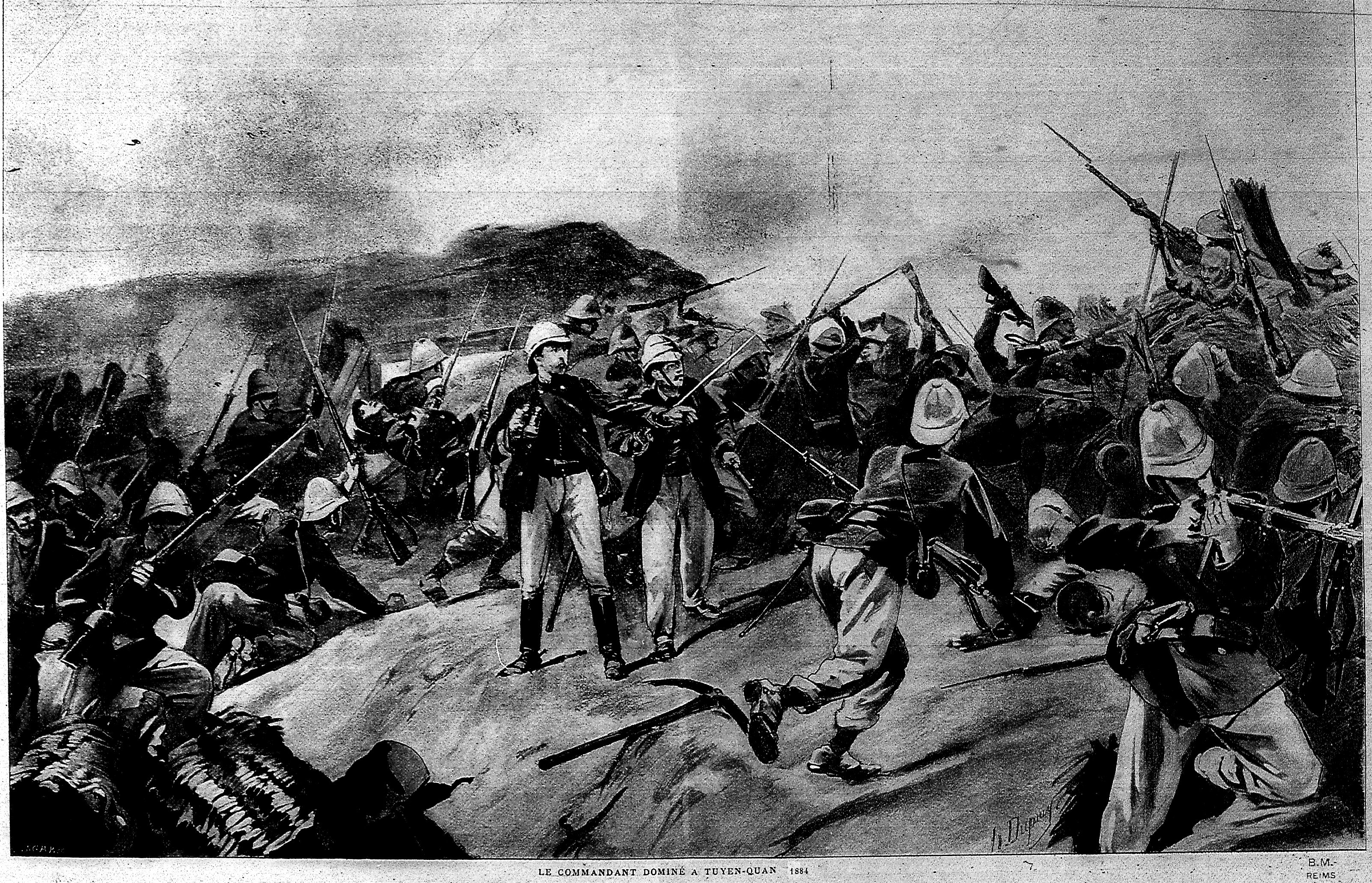
뚜옌꽝 전투

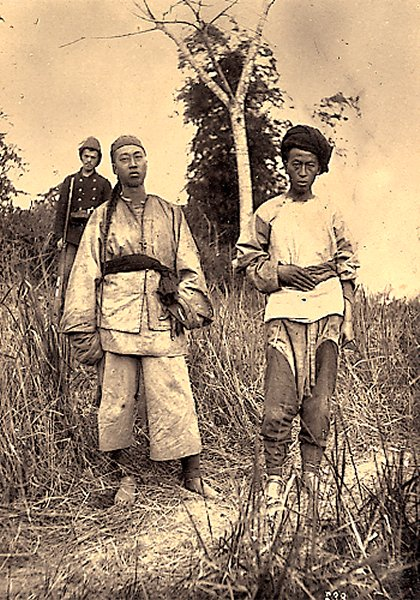
뚜옌꽝에서 프랑스군에게 나포된 청나라군

1885년 1월과 2월, 청나라 포위군은 프랑스 수비군에 엄청난 압박을 가할 수 있었다. 왜냐하면 통킹원정군 대부분이 랑선 원정에 전념하고 있었기 때문이다. 그러나 1885년 2월 13일 랑선이 점령되자 프랑스군은 뚜옌꽝을 구원할 여유가 생겼다.
브리에르 드 리즐 장군은 직접 로랑 조바니넬리 중령의 1여단을 하노이로 소환하고, 뚜옌꽝을 구원하기 위해 강을 거슬러 올라갔다. 2월 24일, 푸도언에서 드 모시옹 중령의 휘하의 흥호아에 있는 작은 부대를 증원한 여단은 호아목의 강력한 청나라 방어진이 막고 있는 뚜옌꽝으로 가는 경로를 발견했다.
1885년 3월 2일, 조바니넬리는 청나라군 방어선 왼쪽 측면을 공격했다. 호아목 전투는 청불 전쟁에서 가장 치열하게 싸운 작전이었다. 프랑스군은 청나라군 진지를 두 차례의 공격을 시도했지만, 격퇴당했다. 결국 청나라군 진지를 함락시켰지만, 많은 사상자를 내야했다. 그럼에도 불구하고, 그 값비싼 대가를 치른 승리는 뚜옌꽝으로 가는 길을 뚫어주었다. 운남군과 흑기군은 포위를 물리고, 서쪽으로 철수했으며, 3월 3일 오후에 구원부대가 입성했다.
3일 전, 2월 28일, 청나라는 뚜옌꽝 주변에서 7차이자, 마지막 공격을 시도했다. 구원부대가 가까이 오고 있고, 마지막으로 기지를 점령할 기회라는 것을 알고 있었기 때문에, 청나라군은 광적인 용기를 내어 공격했지만, 다시 한번 틈을 넘어가는데 실패했다. 3월 2일, 뚜옌꽝 주둔군의 병사들은 유옥 협곡에서 들려오는 소총과 대포 소리를 걱정스럽게 듣고 있었다. 그곳은 1여단이 포위된 초소를 돌파하기 위해 싸우고 있던 곳이었다. 밤이 깊도록 전투의 소리가 이어지면서 구원 희망은 엹어지고 있었다. 조반니넬리의 병사들이 흑기군에 의해 저지되었을 가능성이 너무 높아 보였다.
3월 3일 아침, 프랑스군 수비병들이 깨어나보니 놀랍게도 청나라군이 포위를 풀어버린 것을 발견했다. 도미네는 적의 참호를 살펴보기 위해 정찰병을 보냈다. 포위 공격의 마지막 공격에서 프랑스군 사상자는 소규모의 청나라군 후위대로부터 당한 것이었다. 외인부대원 스트리블러는 청나라군이 보렐리 대위를 노리고 있는 보고 그들 사이에 자신의 몸을 던졌다. 스트리블러는 대위를 노리던 총알에 의해 즉사했다. 그 사건은 당연하게도 드 보렐리의 여생동안 그를 괴롭혔다. 몇 년 후 그는 프랑스 외인부대의 동료정신을 찬양하는 감동적인 시 ‘죽은 내 병사들에게’(A mes hommes qui sont morts)를 발표하였고, 그것이 그가 할 수 있는 보상이었다.
3월 3일 오후, 구원부대가 도착하자 수비병들은 환호를 지르며 맞이했다. 조바니넬리의 여단과 행진한 장 프랑수아 알퐁스 르꼼트 대위는 드 보렐리 대위와 브리에르 드 리즐 장군 사이의 만남을 다음과 같이 기록했다.
| “ | 우리는 요새에 접근했다. 장교들 무리의 맨 앞에서 우리는 길고 흰 수염을 가진 대위를 보았다. 그는 지팡이를 휘두르며 즉흥적인 지그(jig) 춤을 추고 있었다. 구원 부대가 처음 만난 사람은 나팔수였다. 그는 팔을 벌여 그를 안았다. 그런 다음 그는 두 번째 나팔수를 포옹했다. 밴드는 품위를 유지하려 했지만, 아무 소용이 없었다. 그런 다음 나팔수들을 내버려 두고 첫 번째 드러머의 목을 끌어안았다. 잠시 동안 그들 사이에 있는 북이 애정의 대상이 되었지만, 결국 드러머의 뺨에 두 번의 키스를 날렸다. 그런 다음 그는 총지휘관을 찾았다. 춤이 끝날 무렵 오케스트라가 조용히 쓰러질 때처럼 갑자기 조용해졌다. 그는 제 정신을 되찾고, 엄숙하게 뒷굽을 차며, 브리에르 드 라즐 장군에게 경례를 했다. 우리는 보렐리 대위를 인지했다. “좋은 오후다, 대위! 어떻게 지내나? 만나서 기쁘다!” “정말! 저도 그렇습니다! 특히 오늘 아침엔 죽을 뻔했는 걸요!” | ” |

## 사상자

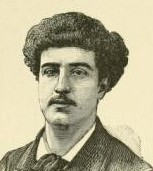
쥘 보비요 상사

포위 공격 중 뚜옌꽝 주둔지의 사상자는 50명이 죽고, 224명이 부상을 입었다. 사망자 중에는 공병 상사 쥘 보비요가 포함되어 있었는데, 그의 강력한 대책은 청나라군 포위전의 진행을 지연시켰다. 보비요는 사망한 후 프랑스의 국민적 영웅이 되었으며, 많은 프랑스 도시와 마을 거리에 여전히 그의 이름이 남아 있다. 호아목 전투에서 조바니넬리의 1여단 사상자는 사상자 76명이 사망하고, 408명이 부상을 입었다.
청나라와 흑기군은 뚜옌꽝의 포위 공격과 호아목 전투에서 약 1,000명의 사망자와 2,000명의 부상자를 입었다고 추정된다. 사망자는 두 명의 고위급 청나라 군관이 있었다. 유절고(劉節高) 장군은 2월 22일 4차 청나라군 공격 중 피탄을 당했고, 당경숭 대대 지휘관 중 한 명인 담경덕(談敬德)도 공격을 이끌던 중 총탄에 맞아 사망했다.

## 결과

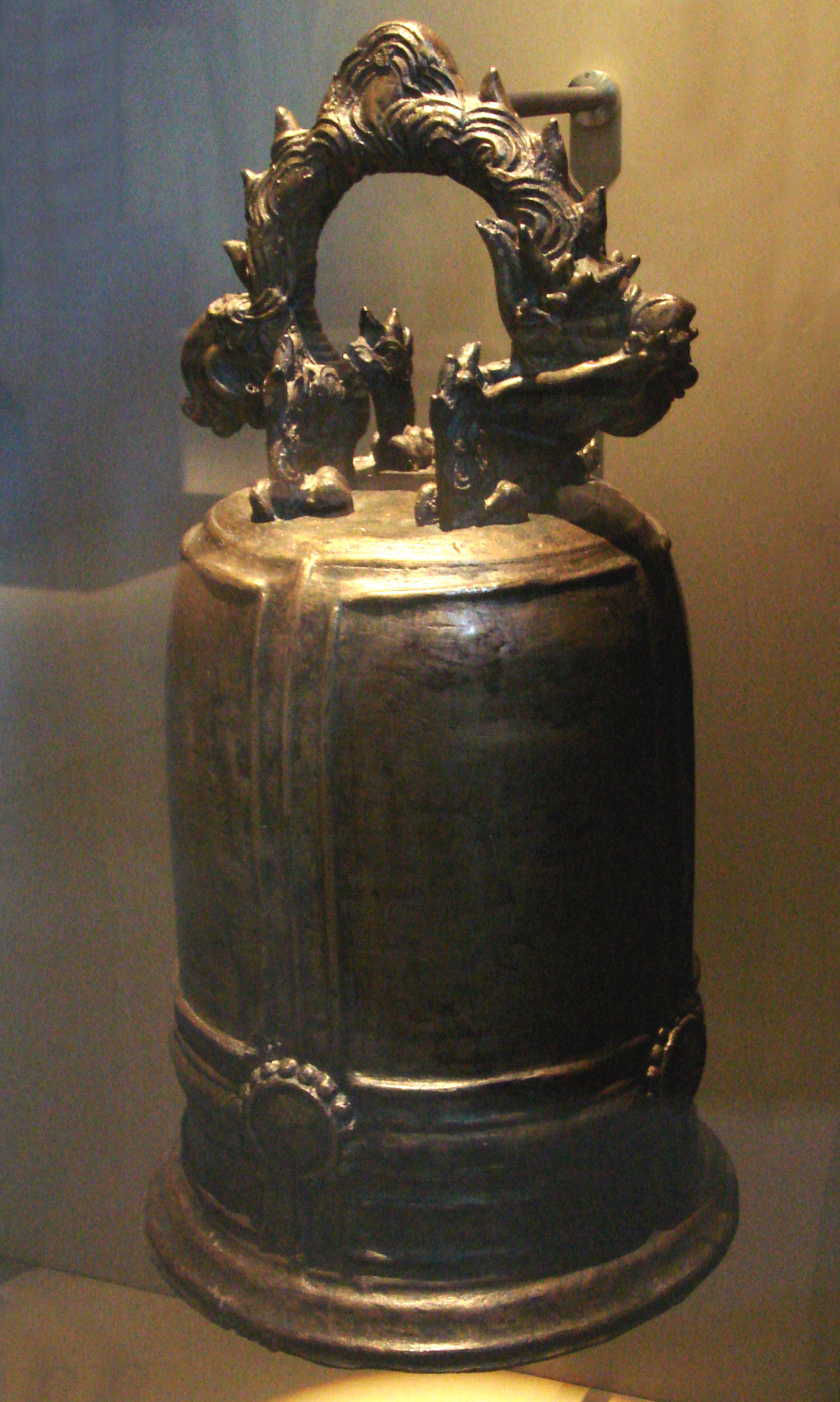
뚜옌꽝 포위전 때 가져온 종탑의 종. 프랑스 육군 박물관, 파리.

프랑스에서 뚜옌꽝 방어는 청불 전쟁을 규정하는 이미지가 되었다. 도미네가 포위를 당일당일 기록한 일기는 《주르날 오피시엘》(Journal officiel)에 전격적으로 출판되었으며, 1885년 3월 4일, 뚜옌꽝 요새의 병사들에게 지휘관 브리에르 드 리즐이 발행한 통지문은 즉각 유명해졌다.
| “ | 귀관들의 용감한 지휘관 대대장 도미네의 명령에 따라, 제군들 600명이 사방에서 내려다보이는 작은 전초기지에서 전군을 36일 동안 물리쳤다. 제군들은 일곱 차례의 공격을 격퇴했다. 제군들 3명 중 1명이 그리고 모든 장교들이 지뢰에 그을리거나, 청나라군의 총탄과 포탄에 맞았다. 그러나 적들의 시체는 여전히 요새 방벽에 헛되이 만들어진 3개의 틈을 질식시키고 있다. 오늘, 제군들은 수많은 고난과 피의 희생으로 제군을 구해준 용감한 병사들의 탄성을 즐기고 있다. 내일은 프랑스가 제군들에게 박수갈채를 보낼 것이다. 게다가, 여러분은 모두 자랑스럽게 이렇게 말할 수 있을 것이다. “난 뚜옌꽝 요새에서 복무한 사람이야. 난 포함 미트라예즈(Mitrailleuse)에 타고 있었던 사람이야.” | ” |

뚜옌꽝 방어전은 프랑스 외인부대의 공적 순에서 까마론 전투에 버금가는 지위를 가진다. 그리고 외인부대의 행진곡인 〈르 부댕〉(Le Boudin)의 1절 가사에서 다음과 같이 기념하고 있다.
통킹에서는 불멸의 레지옹이 뚜옌꽝에서 우리 깃발을 영광으로 덮었다.

(Au Tonkin, la Légion immortelle à Tuyen-Quan illustra notre drapeau)

포위전은 또한 당경숭의 지도력과 운남군의 전문성에 대한 명성을 반영했다. 운남군에는 1870년대 초 운남에서 회민들의 반란을 진압한 마여룡(馬如龍) 휘하에서 포위전술을 배운 많은 장교와 군인들이 있었다. 통킹원정대의 총명한 장교 중 한 명이었던 장 프랑수아 알퐁스 르콤테 대위는 운남군이 뚜옌꽝에서 포위공격에서 보여준 기술에 찬사를 보냈다.
| “ | 청나라군은 뚜옌꽝에 대한 공격을 매우 지능적으로 지시했다. 운남 온 지방을 휩쓸었던 회민들의 봉기로 인해 몇 차례의 포위 공격 후 마여룡에 의해 진압된 반란군이 이제는 공성술의 전문가가 되었다. 비록 요새를 점령하지는 못했지만, 그들의 군대는 훌륭했다. 조바니넬리의 여단을 소수의 영웅들과 같이 방어했다. 그럼에도 불구하고 이 포위는 천상의 영광스러운 위업이었으며, 필요할 때 그 상황에 대처할 수 있다는 것을 보여주었다. | ” |

## 참고자료
- Boisset, T., A travers le Tonkin pendant la guerre (Paris, 1892)
- Dukay, P., Les héros de Tuyen-Quan (Paris, 1933)
- Harmant, J., La verité sur la retraite de Lang-Son (Paris, 1892)
- Hubert, C., Le colonel Dominé - Algérie, Armée de la Loire, Tonkin, Défense de Tuyen-Quan 1885 (Paris, 1938)
- Huguet, E, En colonne: souvenirs d'Extrême-Orient (Paris, 1888)
- Lecomte, J., La vie militaire au Tonkin (Paris, 1893)
- Lecomte, J., Lang-Son: combats, retraite et négociations (Paris, 1895)
- Lonlay, D. de, Au Tonkin, 1883–1886: récits anecdotiques (Paris, 1886)
- Lonlay, D. de, Le siège de Tuyen-Quan (Paris, 1886) (= Au Tonkin, 363–448)
- Nicolas, V., Livre d'or de l'infanterie de la marine (Paris, 1891)
- Lung Chang [龍章], Yueh-nan yu Chung-fa chan-cheng [越南與中法戰爭, Vietnam and the Sino-French War] (Taipei, 1993)
- Thomazi, A., Histoire militaire de l'Indochine français (Hanoi, 1931)
- Thomazi, A., La conquête de l'Indochine (Paris, 1934)